# Schlanders
Schlanders (italià Silandro, ladí Solaneres) és un municipi italià, dins de la província autònoma de Tirol del Sud. És un dels municipis del districte i de Vinschgau. L'any 2007 tenia 5.928 habitants. Comprèn les fraccions de Göflan (Covelano), Kortsch (Corces), Nördersberg (Montetramontana), Sonnenberg (Montemezzodì) i Vetzan (Vezzano) Limita amb els municipis de Latsch (Laces), Laas (Lasa), Mals (Malles Venosta), Martell (Martello) i Schnals (Senales).

## Situació lingüística
| Pertinença lingüística (cens 2001) | 94,02% alemany |
| Pertinença lingüística (cens 2001) | 5,81% italià   |
| Pertinença lingüística (cens 2001) | 0,17% ladí     |

## Administració
| Període | Identitat        | Partit |
| ------- | ---------------- | ------ |
| 2004-   | Johann Wallnöfer | SVP    |

## Galeria fotogràfica

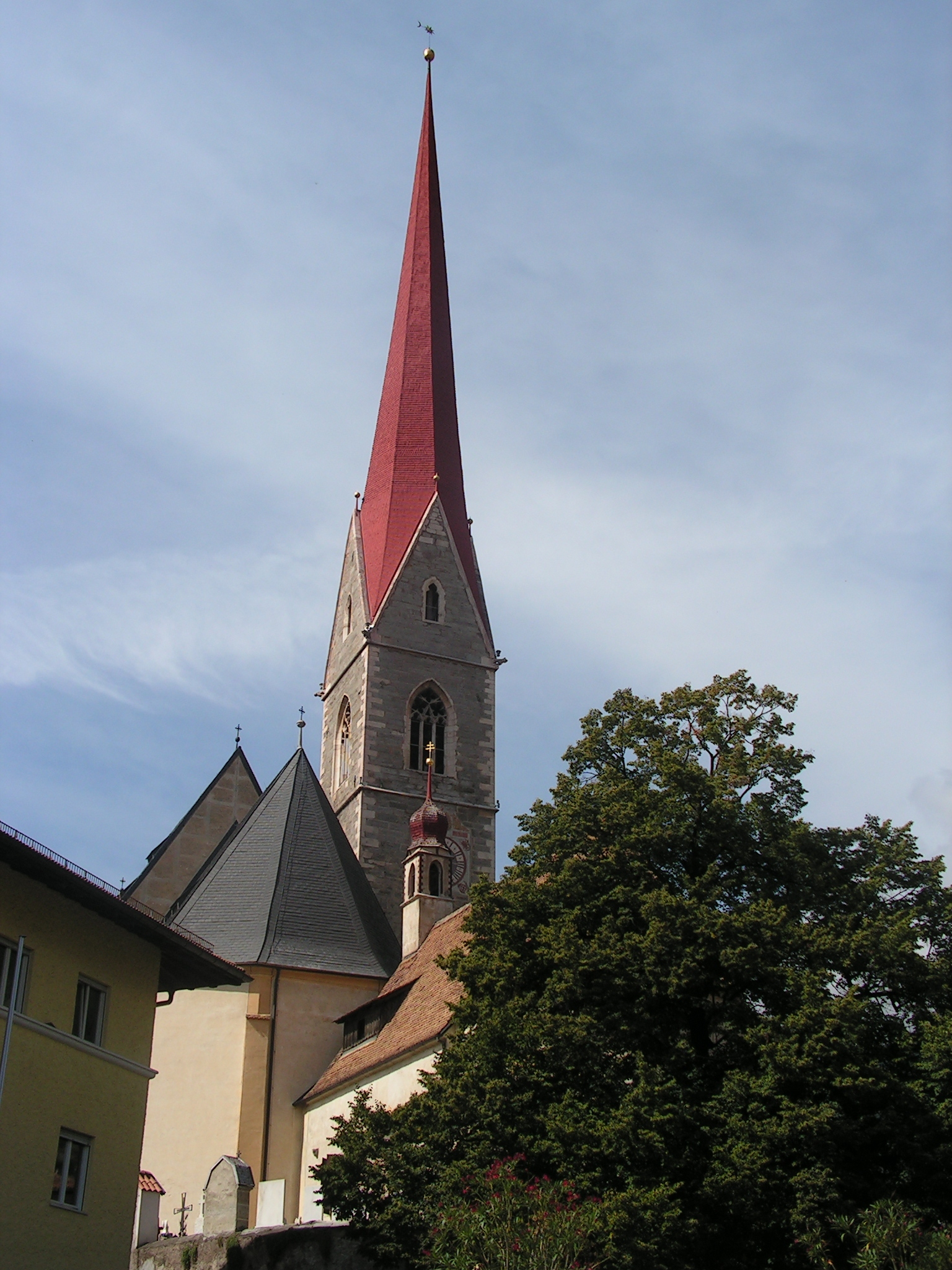
Campanar de l'església de Maria Himmelfahrt
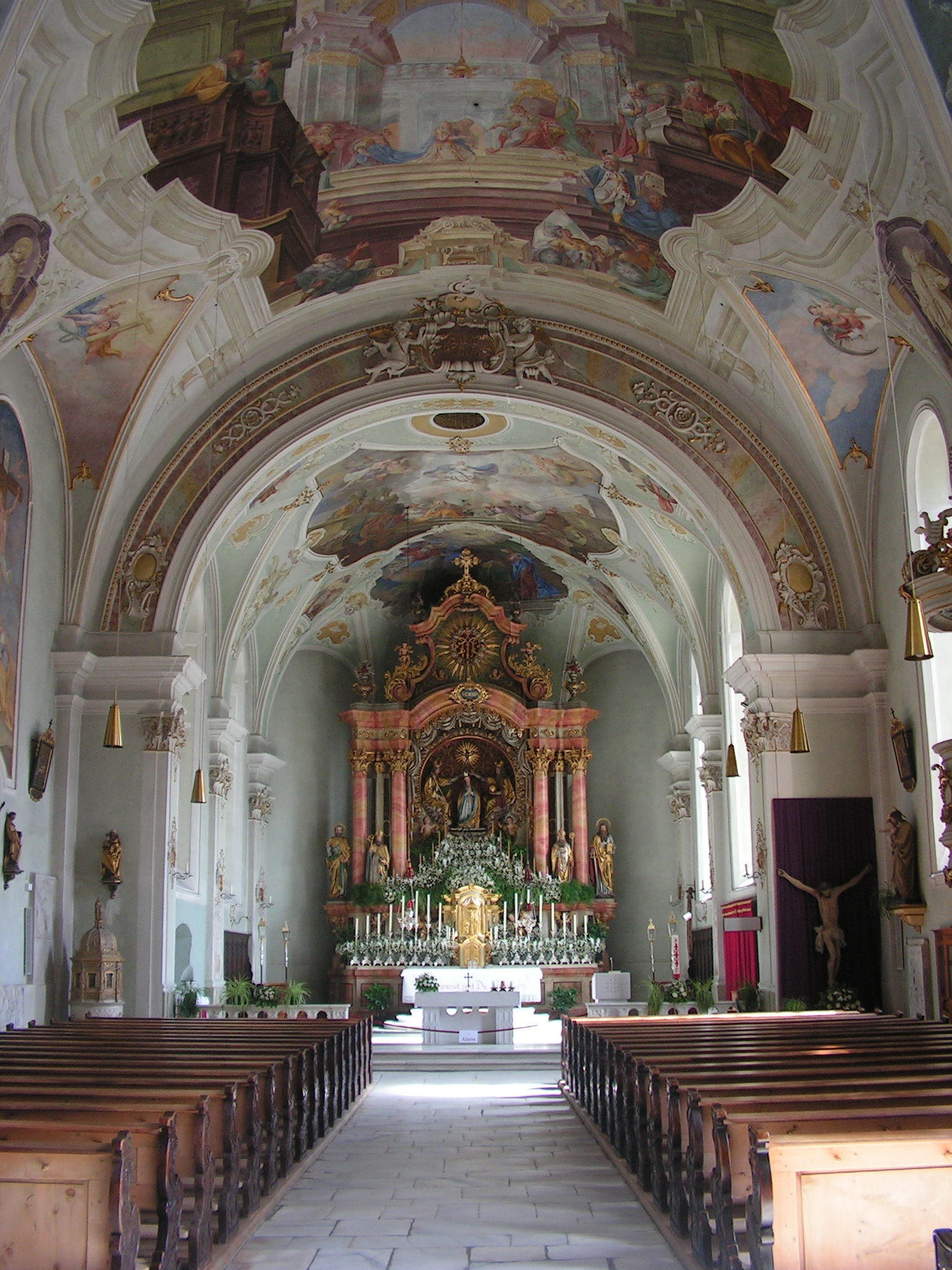
Interior de l'església parroquial de Maria Himmelfahrt

Territori comunal